# Campeonato Brasileño de Fútbol Serie B 2019
El Campeonato Brasileño de Serie B 2019, oficialmente Brasileirão Serie B 2019 por motivos de patrocinio, es una competición de fútbol que se desarrolla en Brasil en el marco de la segunda división. El torneo comenzó el 26 de abril de 2019 y finalizó el 30 de noviembre del mismo año, con un receso entre el 11 de junio y el 8 de julio, por la realización de la Copa América 2019.

## Sistema de juego
Por diecisiete años consecutivos, la Serie B es disputada por 20 clubes en partidos de ida y vuelta por puntos. En cada ronda, los equipos juegan entre sí una vez. Los encuentros de la segunda ronda se llevan a cabo en el mismo orden que en la primera, con la localía invertida. Es declarado campeón aquel equipo que obtiene más puntos después de 38 jornadas. Al final, los cuatro mejores equipos ascienden a la Serie A 2020, al igual que los últimos cuatro descienden a la Serie C 2020 y el campeón entrará directamente a los octavos de final de la Copa de Brasil 2020.

### Criterios de desempate
En caso de que haya dos o más equipos empatados en puntos, los criterios de desempate son:
1. Mayor número de partidos ganados.
2. Mejor diferencia de gol.
3. Mayor número de goles a favor.
4. Resultado del partido jugado entre los equipos.
5. Menor número de tarjetas rojas recibidas.
6. Menor número de tarjetas amarillas recibidas.
7. Sorteo.

## Equipos participantes

### Ascensos y descensos
| Pos. | Descendidos de la Serie A 2018 |
| ---- | ------------------------------ |
| 17º  | Sport Recife                   |
| 18º  | América Mineiro                |
| 19º  | Vitória                        |
| 20º  | Paraná Clube                   |

| Pos. | Ascendidos de la Serie C 2018 |
| ---- | ----------------------------- |
| 1º   | Operário Ferroviário          |
| 2º   | Cuiabá                        |
| 3°   | Botafogo Ribeirão Preto       |
| 4º   | Bragantino                    |

### Datos de los equipos
| Equipo                     | Ciudad            | Estado             | Estadio                             | Capacidad | Posición 2018      |
| -------------------------- | ----------------- | ------------------ | ----------------------------------- | --------- | ------------------ |
| América Mineiro            | Belo Horizonte    | Minas Gerais       | Estadio Independencia               | 23.018    | 18.º Serie A       |
| Atlético Goianiense        | Goiânia           | Goiás              | Estadio Olímpico Pedro Ludovico     | 13.500    | 6.º Serie B        |
| Botafogo de Ribeirão Preto | Ribeirão Preto    | São Paulo          | Estadio Santa Cruz                  | 29.292    | 3.º Serie C        |
| Bragantino                 | Bragança Paulista | São Paulo          | Estadio Nabi Abi Chedid             | 17.128    | 4.º Serie C        |
| Brasil de Pelotas          | Pelotas           | Río Grande del Sur | Estadio Bento Freitas               | 18.000    | 11.º Serie B       |
| Coritiba                   | Curitiba          | Paraná             | Estadio Major Antônio Couto Pereira | 40.502    | 10.º Serie B       |
| CRB                        | Maceió            | Alagoas            | Estadio Rei Pelé                    | 17.126    | 12.º Serie B       |
| Criciúma                   | Criciúma          | Santa Catarina     | Estadio Heriberto Hülse             | 19.300    | 14.º Serie B       |
| Cuiabá                     | Cuiabá            | Mato Grosso        | Arena Pantanal                      | 44.000    | Subcampeón Serie C |
| Figueirense                | Florianópolis     | Santa Catarina     | Estadio Orlando Scarpelli           | 19.584    | 15.º Serie B       |
| Guarani                    | Campinas          | São Paulo          | Estadio Brinco de Ouro da Princesa  | 29.130    | 9.º Serie B        |
| Londrina                   | Londrina          | Paraná             | Estadio do Café                     | 36.056    | 8.º Serie B        |
| Oeste                      | Barueri           | São Paulo          | Arena Barueri                       | 31.452    | 16.º Serie B       |
| Operário Ferroviário       | Ponta Grossa      | Paraná             | Estadio Germano Kruger              | 8.800     | Campeón Serie C    |
| Paraná Clube               | Curitiba          | Paraná             | Estadio Durival de Britto e Silva   | 20.083    | 20.º Serie A       |
| Ponte Preta                | Campinas          | São Paulo          | Estadio Moisés Lucarelli            | 19.728    | 5.º Serie B        |
| São Bento                  | Sorocaba          | São Paulo          | Estadio Walter Ribeiro              | 13.722    | 13.º Serie B       |
| Sport Recife               | Recife            | Pernambuco         | Estadio Ilha do Retiro              | 35.020    | 17.º Serie A       |
| Vila Nova                  | Goiânia           | Goiás              | Estadio Serra Dourada               | 50.049    | 7.º Serie B        |
| Vitória                    | Salvador          | Bahía              | Estadio Manoel Barradas             | 34.535    | 19.º Serie A       |

### clubes por estado
| N | Estado             | Clubes                                                           |
| - | ------------------ | ---------------------------------------------------------------- |
| 6 | São Paulo          | Botafogo-SP, Bragantino, Guarani, Oeste, Ponte Preta y São Bento |
| 4 | Paraná             | Coritiba, Londrina, Operário Ferroviário y Paraná                |
| 2 | Goiás              | Atlético Goianiense y Vila Nova                                  |
| 2 | Santa Catarina     | Criciúma y Figueirense                                           |
| 1 | Alagoas            | CRB                                                              |
| 1 | Bahía              | Vitória                                                          |
| 1 | Mato Grosso        | Cuiabá                                                           |
| 1 | Minas Gerais       | América Mineiro                                                  |
| 1 | Pernambuco         | Sport Recife                                                     |
| 1 | Río Grande del Sur | Brasil de Pelotas                                                |

## Entrenadores
| Listado de entrenadores | Listado de entrenadores       | Listado de entrenadores |
| Equipo                  | Entrenador                    | Jornadas                |
| ----------------------- | ----------------------------- | ----------------------- |
| América Mineiro         | Givanildo Oliveira            | 1.ª a 2ª                |
| América Mineiro         | Felipe Conceição (interino)   | 3.ª                     |
| América Mineiro         | Maurício Barbieri             | 4.ª a 9ª                |
| América Mineiro         | Felipe Conceição              | 10.ª en adelante        |
| Atlético Goianiense     | Wagner Lopes                  | 1.ª a 28.ª              |
| Atlético Goianiense     | Eduardo Barroca               | 29.ª en adelante        |
| Botafogo-SP             | Roberto Cavalo                | 1.ª a 14.ª              |
| Botafogo-SP             | Hemerson Maria                | 15.ª en adelante        |
| Bragantino              | Antônio Carlos Zago           | 1.ª en adelante         |
| Brasil de Pelotas       | Rogério Zimmermann            | 1.ª a 8ª                |
| Brasil de Pelotas       | Gustavo Papa (interino)       | 9ª                      |
| Brasil de Pelotas       | Bolívar                       | 10.ª en adelante        |
| Coritiba                | Umberto Louzer                | 1.ª a 23ª               |
| Coritiba                | Jorginho                      | 25ª en adelante         |
| CRB                     | Marcelo Chamusca              | 1.ª a 28.ª              |
| CRB                     | Marcelo Cabo                  | 29.ª en adelante        |
| Criciúma                | Gilson Kleina                 | 1.ª a 14.ª              |
| Criciúma                | Wilson Vaterkemper (interino) | 15.ª a 19.ª             |
| Criciúma                | Waguinho Dias                 | 20.ª en adelante        |
| Cuiabá                  | Itamar Schülle                | 1.ª a 28.ª              |
| Cuiabá                  | Eduardo Henrique (interino)   | 29.ª                    |
| Cuiabá                  | Marcelo Chamusca              | 30.ª en adelante        |
| Figueirense             | Hemerson Maria                | 1.ª a 12.ª              |
| Figueirense             | Márcio Coelho (interino)      | 13.ª                    |
| Figueirense             | Vinícius Eutrópio             | 14.ª a 22.ª             |
| Figueirense             | Márcio Coelho                 | 23.ª a 28.ª             |
| Figueirense             | Pintado                       | 29.ª en adelante        |
| Guarani                 | Vinícius Eutrópio             | 1.ª a 8.ª               |
| Guarani                 | Roberto Fonseca               | 9.ª a 17.ª              |
| Guarani                 | Thiago Carpini (interino)     | 18.ª en adelante        |
| Londrina                | Alemão                        | 1.ª a 17.ª              |
| Londrina                | Claudio Tencati               | 18.ª a 25.ª             |
| Londrina                | Mazola Júnior                 | 26.ª a 34.ª             |
| Londrina                | Silvinho                      | 35.ª en adelante        |
| Oeste                   | Renan Freitas                 | 1.ª en adelante         |
| Operário Ferroviário    | Gerson Gusmão                 | 1.ª en adelante         |
| Paraná                  | Matheus Costa                 | 1.ª en adelante         |
| Ponte Preta             | Jorginho                      | 1ª a 18.ª               |
| Ponte Preta             | Felipe Moreira (interino)     | 19.ª                    |
| Ponte Preta             | Gilson Kleina                 | 20.ª en adelante        |
| São Bento               | Doriva                        | 1.ª a 19.ª              |
| São Bento               | Luizinho Rangel (interino)    | 20.ª                    |
| São Bento               | Milton Mendes                 | 21.ª a 32.ª             |
| São Bento               | Marcelo Cordeiro (interino)   | 33.ª en adelante        |
| Sport                   | Guto Ferreira                 | 1.ª en adelante         |
| Vila Nova               | Eduardo Baptista              | 1.ª a 9ª                |
| Vila Nova               | Marcelo Cabo                  | 10.ª a 28ª              |
| Vitória                 | Claudio Tencati               | 1.ª a 4.ª               |
| Vitória                 | Osmar Loss                    | 5.ª a 14.ª              |
| Vitória                 | Carlos Amadeu                 | 15 a 23.ª               |
| Vitória                 | Geninho                       | 24.ª en adelante        |

## Tabla de posiciones
| Pos. | Equipo               | Pts. | PJ | PG | PE | PP | GF | GC | Dif. |
| ---- | -------------------- | ---- | -- | -- | -- | -- | -- | -- | ---- |
| 1.º  | Bragantino (C)       | 75   | 38 | 22 | 9  | 7  | 64 | 27 | 37   |
| 2.º  | Sport Recife         | 68   | 38 | 17 | 17 | 4  | 49 | 29 | 20   |
| 3.º  | Coritiba             | 66   | 38 | 18 | 12 | 8  | 48 | 34 | 14   |
| 4.º  | Atlético Goianiense  | 62   | 38 | 15 | 17 | 6  | 44 | 29 | 15   |
| 5.º  | América Mineiro      | 61   | 38 | 17 | 10 | 11 | 42 | 34 | 8    |
| 6.º  | Paraná               | 56   | 38 | 14 | 14 | 10 | 34 | 33 | 1    |
| 7.º  | CRB                  | 55   | 38 | 15 | 10 | 13 | 44 | 43 | 1    |
| 8.º  | Cuiabá               | 52   | 38 | 13 | 13 | 12 | 43 | 40 | 3    |
| 9.º  | Botafogo-SP          | 50   | 38 | 13 | 11 | 14 | 38 | 38 | 0    |
| 10.º | Operário Ferroviário | 50   | 38 | 13 | 11 | 14 | 32 | 41 | −9   |
| 11.º | Ponte Preta          | 47   | 38 | 11 | 14 | 13 | 39 | 41 | −2   |
| 12.º | Vitória              | 45   | 38 | 11 | 12 | 15 | 42 | 48 | −6   |
| 13.º | Guarani              | 44   | 38 | 12 | 8  | 18 | 27 | 37 | −10  |
| 14.º | Brasil de Pelotas    | 44   | 38 | 11 | 11 | 16 | 31 | 47 | −16  |
| 15.º | Oeste                | 41   | 38 | 8  | 17 | 13 | 41 | 49 | −8   |
| 16.º | Figueirense          | 41   | 38 | 7  | 20 | 11 | 31 | 38 | −7   |
| 17.º | Londrina (D)         | 39   | 38 | 11 | 6  | 21 | 37 | 53 | −16  |
| 18.º | São Bento (D)        | 39   | 38 | 10 | 9  | 19 | 46 | 54 | −8   |
| 19.º | Criciúma (D)         | 39   | 38 | 8  | 15 | 15 | 30 | 38 | −8   |
| 20.º | Vila Nova (D)        | 39   | 38 | 7  | 18 | 13 | 27 | 40 | −13  |

|  | Campeón. Asciende a la Serie A 2020. (C) |
|  | Asciende a la Serie A 2020.              |
|  | Desciende a la Serie C 2020. (D)         |

## Resultados

### Primera ronda
| Brasil de Pelotas    | 0 - 1 | Bragantino          | Bento Freitas   | 26 de abril | 19:15 |
| Operário Ferroviario | 1 - 0 | América Mineiro     | Germano Krüger  | 26 de abril | 19:15 |
| São Bento            | 1 - 3 | Atlético Goianiense | Walter Ribeiro  | 26 de abril | 21:30 |
| Sport Recife         | 1 - 1 | Oeste               | Ilha do Retiro  | 26 de abril | 21:30 |
| Botafogo-SP          | 3 - 1 | Vitória             | Santa Cruz      | 27 de abril | 11:00 |
| Criciúma             | 0 - 1 | Cuiabá              | Heriberto Hülse | 27 de abril | 16:30 |
| Guaraní              | 0 - 0 | Figueirense         | Brinco de Ouro  | 27 de abril | 16:30 |
| Vila Nova            | 1 - 1 | Paraná              | Olímpico        | 27 de abril | 21:00 |
| CRB                  | 1 - 2 | Londrina            | Rei Pelé        | 28 de abril | 16:00 |
| Coritiba             | 2 - 0 | Ponte Preta         | Couto Pereira   | 29 de abril | 20:00 |

| América Mineiro     | 0 - 1 | Botafogo-SP          | Independência     | 30 de abril | 21:30 |
| Oeste               | 2 - 0 | Guaraní              | Arena Barueri     | 1 de mayo   | 16:00 |
| Ponte Preta         | 1 - 1 | Criciúma             | Walter Ribeiro    | 2 de mayo   | 21:00 |
| Londrina            | 1 - 0 | Brasil de Pelotas    | do Café           | 3 de mayo   | 19:15 |
| Atlético Goianiense | 1 - 1 | Coritiba             | Antônio Accioly   | 3 de mayo   | 21:30 |
| Figueirense         | 2 - 2 | São Bento            | Orlando Scarpelli | 4 de mayo   | 11:30 |
| Vitória             | 2 - 1 | Vila Nova            | Manoel Barradas   | 4 de mayo   | 16:30 |
| Paraná              | 1 - 0 | CRB                  | Durival Britto    | 4 de mayo   | 19:00 |
| Cuiabá              | 2 - 1 | Operário Ferroviario | Arena Pantanal    | 4 de mayo   | 19:00 |
| Bragantino          | 1 - 1 | Sport Recife         | Nabi Abi Chedid   | 6 de mayo   | 20:00 |

| São Bento            | 0 - 1 | Botafogo-SP         | Walter Ribeiro  | 9 de mayo  | 19:15 |
| Coritiba             | 0 - 0 | Londrina            | Couto Pereira   | 9 de mayo  | 21:30 |
| Bragantino           | 3 - 0 | Atlético Goianiense | Nabi Abi Chedid | 10 de mayo | 19:15 |
| Vila Nova            | 0 - 0 | Ponte Preta         | Olímpico        | 10 de mayo | 21:30 |
| Criciúma             | 0 - 0 | América Mineiro     | Heriberto Hülse | 11 de mayo | 11:00 |
| Sport Recife         | 0 - 0 | Figueirense         | Ilha do Retiro  | 11 de mayo | 16:30 |
| Cuiabá               | 1 - 1 | Paraná              | Arena Pantanal  | 11 de mayo | 19:00 |
| Brasil de Pelotas    | 0 - 2 | CRB                 | Bento Freitas   | 11 de mayo | 19:00 |
| Operário Ferroviario | 0 - 0 | Oeste               | Germano Krüger  | 11 de mayo | 19:00 |
| Guaraní              | 3 - 2 | Vitória             | Brinco de Ouro  | 13 de mayo | 20:00 |

| Oeste               | 1 - 1 | Cuiabá               | Arena Barueri     | 14 de mayo | 19:15 |
| Figueirense         | 1 - 0 | Brasil de Pelotas    | Orlando Scarpelli | 14 de mayo | 21:30 |
| Atlético Goianiense | 3 - 1 | Criciúma             | Antônio Accioly   | 17 de mayo | 19:15 |
| Ponte Preta         | 1 - 0 | Operário Ferroviário | Moisés Lucarelli  | 17 de mayo | 21:30 |
| Londrina            | 1 - 0 | Bragantino           | do Café           | 18 de mayo | 11:00 |
| Paraná              | 0 - 0 | Guarani              | Durival de Britto | 18 de mayo | 16:30 |
| Vitória             | 1 - 3 | São Bento            | Barradão          | 18 de mayo | 16:30 |
| Botafogo-SP         | 0 - 1 | Vila Nova            | Santa Cruz        | 18 de mayo | 19:00 |
| América Mineiro     | 1 - 2 | Sport                | Independência     | 19 de mayo | 16:00 |
| CRB                 | 1 - 0 | Coritiba             | Rei Pelé          | 20 de mayo | 20:00 |

| Criciúma             | 1 - 0 | Guarani         | Heriberto Hülse  | 21 de mayo | 19:15 |
| Bragantino           | 2 - 0 | Figueirense     | Nabi Abi Chedid  | 21 de mayo | 21:30 |
| CRB                  | 1 - 1 | Vila Nova       | Rei Pelé         | 24 de mayo | 19:15 |
| Sport                | 3 - 2 | Londrina        | Ilha do Retiro   | 24 de mayo | 21:30 |
| Coritiba             | 2 - 1 | Cuiabá          | Couto Pereira    | 25 de mayo | 11:00 |
| Ponte Preta          | 4 - 2 | Paraná          | Moisés Lucarelli | 25 de mayo | 16:30 |
| São Bento            | 1 - 0 | Oeste           | Walter Ribeiro   | 25 de mayo | 16:30 |
| Operário Ferroviario | 0 - 2 | Botafogo-SP     | Germano Krüger   | 25 de mayo | 19:00 |
| Brasil de Pelotas    | 2 - 1 | América Mineiro | Bento Freitas    | 25 de mayo | 19:00 |
| Atlético Goianiense  | 1 - 1 | Vitória         | Antônio Accioly  | 26 de mayo | 16:00 |

| Operário Ferroviario | 2 - 1 | Sport               | Germano Krüger    | 28 de mayo | 19:15 |
| Guarani              | 1 - 2 | Brasil de Pelotas   | Brinco de Ouro    | 28 de mayo | 21:30 |
| Figueirense          | 1 - 0 | Atlético Goianiense | Orlando Scarpelli | 31 de mayo | 19:15 |
| São Bento            | 1 - 2 | CRB                 | Walter Ribeiro    | 31 de mayo | 20:30 |
| Vitória              | 0 - 2 | Bragantino          | Barradão          | 31 de mayo | 21:30 |
| Paraná               | 0 - 0 | Oeste               | Durival de Britto | 1 de junio | 11:00 |
| Botafogo-SP          | 1 - 0 | Criciúma            | Santa Cruz        | 1 de junio | 16:30 |
| Vila Nova            | 0 - 1 | Londrina            | Serra Dourada     | 1 de junio | 16:30 |
| Cuiabá               | 1 - 3 | Ponte Preta         | Arena Pantanal    | 1 de junio | 19:00 |
| América Mineiro      | 1 - 1 | Coritiba            | Independência     | 3 de junio | 20:00 |

| Bragantino          | 2 - 0 | São Bento            | Nabi Abi Chedid  | 4 de junio | 19:00 |
| Atlético Goianiense | 1 - 0 | Guarani              | Antônio Accioly  | 6 de junio | 19:15 |
| Londrina            | 1 - 0 | Cuiabá               | do Café          | 7 de junio | 19:15 |
| Ponte Preta         | 0 - 0 | Botafogo-SP          | Moisés Lucarelli | 7 de junio | 21:30 |
| Oeste               | 0 - 0 | Figueirense          | Arena Barueri    | 8 de junio | 11:00 |
| Criciúma            | 1 - 1 | Vila Nova            | Heriberto Hülse  | 8 de junio | 16:30 |
| Brasil de Pelotas   | 1 - 0 | Operário Ferroviario | Bento Freitas    | 8 de junio | 16:30 |
| Coritiba            | 2 - 3 | Paraná               | Couto Pereira    | 8 de junio | 18:00 |
| Sport               | 3 - 1 | Vitória              | Ilha do Retiro   | 8 de junio | 20:30 |
| CRB                 | 1 - 3 | América Mineiro      | Rei Pelé         | 8 de junio | 20:30 |

| Londrina          | 1 - 3 | Ponte Preta          | do Café           | 10 de junio | 20:00 |
| Vila Nova         | 1 - 0 | São Bento            | Serra Dourada     | 11 de junio | 19:15 |
| Figueirense       | 2 - 1 | Botafogo-SP          | Orlando Scarpelli | 11 de junio | 19:15 |
| Brasil de Pelotas | 0 - 1 | Criciúma             | Bento Freitas     | 11 de junio | 19:15 |
| Bragantino        | 2 - 0 | América Mineiro      | Nabi Abi Chedid   | 11 de junio | 20:30 |
| Oeste             | 3 - 0 | Vitória              | Arena Barueri     | 11 de junio | 20:30 |
| Cuiabá            | 0 - 1 | Atlético Goianiense  | Arena Pantanal    | 11 de junio | 20:30 |
| Guarani           | 0 - 1 | Coritiba             | Brinco de Ouro    | 11 de junio | 21:30 |
| Paraná            | 1 - 0 | Operário Ferroviario | Durival de Britto | 11 de junio | 21:30 |
| Sport             | 1 - 0 | CRB                  | Ilha do Retiro    | 11 de junio | 21:30 |

| São Bento            | 2 - 2 | Sport             | Walter Ribeiro    | 8 de julio  | 20:00 |
| Vitória              | 0 - 1 | Cuiabá            | Barradão          | 9 de junio  | 19:15 |
| Criciúma             | 2 - 1 | Coritiba          | Heriberto Hülse   | 9 de junio  | 21:30 |
| CRB                  | 2 - 1 | Guarani           | Rei Pelé          | 12 de junio | 19:15 |
| Ponte Preta          | 3 - 2 | Oeste             | Moisés Lucarelli  | 12 de junio | 21:30 |
| América Mineiro      | 0 - 4 | Figueirense       | Independência     | 12 de junio | 11:00 |
| Atlético Goianiense  | 2 - 0 | Vila Nova         | Antônio Accioly   | 12 de junio | 16:30 |
| Botafogo-SP          | 2 - 3 | Brasil de Pelotas | Santa Cruz        | 12 de junio | 18:00 |
| Paraná               | 2 - 1 | Bragantino        | Durival de Britto | 12 de junio | 19:00 |
| Operário Ferroviario | 2 - 0 | Londrina          | Germano Krüger    | 12 de junio | 19:00 |

| Cuiabá               | 1 - 1 | Sport               | Arena Pantanal    | 15 de julio | 20:00 |
| Coritiba             | 2 - 1 | São Bento           | Couto Pereira     | 12 de junio | 19:15 |
| Ponte Preta          | 0 - 0 | Atlético Goianiense | Moisés Lucarelli  | 12 de junio | 21:30 |
| Brasil de Pelotas    | 0 - 1 | Paraná              | Bento Freitas     | 18 de junio | 21:30 |
| Figueirense          | 1 - 1 | Londrina            | Orlando Scarpelli | 19 de julio | 19:15 |
| Vitória              | 2 - 0 | Criciúma            | Barradão          | 19 de julio | 21:30 |
| Oeste                | 0 - 0 | Bragantino          | José LIberatti    | 20 de julio | 11:00 |
| Vila Nova            | 1 - 1 | América Mineiro     | Serra Dourada     | 20 de julio | 16:30 |
| Botafogo-SP          | 0 - 0 | Guarani             | Santa Cruz        | 20 de julio | 19:00 |
| Operário Ferroviário | 2 - 1 | CRB                 | Germano Krüger    | 20 de julio | 19:00 |

| Sport               | 0 - 0 | Brasil de Pelotas    | Ilha do Retiro    | 22 de julio | 20:00 |
| Guarani             | 0 - 1 | Cuiabá               | Brinco de Ouro    | 23 de julio | 19:15 |
| São Bento           | 1 - 1 | Operário Ferroviário | Walter Ribeiro    | 23 de julio | 19:15 |
| Coritiba            | 2 - 0 | Vila Nova            | Couto Pereira     | 23 de julio | 19:15 |
| Figueirense         | 0 - 1 | Paraná               | Orlando Scarpelli | 23 de julio | 19:15 |
| Bragantino          | 2 - 1 | Ponte Preta          | Nabi Abi Chedid   | 23 de julio | 20:30 |
| Atlético Goianiense | 1 - 2 | Botafogo-SP          | Antônio Accioly   | 23 de julio | 20:30 |
| Londrina            | 3 - 1 | Vitória              | Do Café           | 23 de julio | 21:30 |
| América Mineiro     | 0 - 0 | Oeste                | Independência     | 23 de julio | 21:30 |
| CRB                 | 2 - 0 | Criciúma             | Rei Pelé          | 23 de julio | 21:30 |

| Operário Ferroviário | 1 - 1 | Coritiba            | Germano Krüger    | 26 de julio | 19:15 |
| América Mineiro      | 0 - 1 | Atlético Goianiense | Independência     | 26 de julio | 19:15 |
| Guarani              | 2 - 1 | São Bento           | Brinco de Ouro    | 26 de julio | 20:30 |
| Botafogo-SP          | 0 - 2 | CRB                 | Santa Cruz        | 26 de julio | 20:30 |
| Paraná               | 0 - 1 | Sport               | Durival de Britto | 26 de julio | 21:30 |
| Criciúma             | 1 - 1 | Figueirense         | Heriberto Hülse   | 27 de julio | 11:00 |
| Oeste                | 1 - 0 | Londrina            | Arena Barueri     | 27 de julio | 16:30 |
| Vitória              | 2 - 1 | Ponte Preta         | Barradão          | 27 de julio | 16:30 |
| Vila Nova            | 0 - 1 | Bragantino          | Serra Dourada     | 27 de julio | 19:00 |
| Cuiabá               | 1 - 1 | Brasil de Pelotas   | Arena Pantanal    | 27 de julio | 19:00 |

| Coritiba            | 3 - 2 | Botafogo-SP          | Couto Pereira       | 29 de julio | 20:00 |
| Sport               | 1 - 1 | Guarani              | Ilha do Retiro      | 29 de julio | 20:00 |
| Londrina            | 3 - 0 | Paraná               | Do Café             | 30 de julio | 19:15 |
| Figueirense         | 1 - 1 | Vitória              | - Orlando Scarpelli | 30 de julio | 19:15 |
| Brasil de Pelotas   | 0 - 2 | Vila Nova            | Bento Freitas       | 30 de julio | 19:15 |
| Ponte Preta         | 0 - 1 | América Mineiro      | Moisés Lucarelli    | 30 de julio | 20:30 |
| São Bento           | 1 - 0 | Criciúma             | Walter Ribeiro      | 30 de julio | 20:30 |
| Atlético Goianiense | 4 - 2 | Operário Ferroviário | Antônio Accioly     | 30 de julio | 20:30 |
| Bragantino          | 2 - 2 | Cuiabá               | Nabi Abi Chedid     | 30 de julio | 21:30 |
| CRB                 | 2 - 2 | Oeste                | Rei Pelé            | 30 de julio | 21:30 |

| Sport             | 1 - 1 | Coritiba             | Ilha do Retiro    | 1 de agosto | 21:30 |
| Londrina          | 1 - 1 | Atlético Goianiense  | Do Café           | 2 de agosto | 19:15 |
| Botafogo-SP       | 3 - 2 | Oeste                | Santa Cruz        | 2 de agosto | 20:30 |
| Guarani           | 1 - 0 | Bragantino           | Brinco de Ouro    | 2 de agosto | 21:30 |
| Brasil de Pelotas | 1 - 0 | Vitória              | Bento Freitas     | 3 de agosto | 11:00 |
| São Bento         | 0 - 0 | Ponte Preta          | Walter Ribeiro    | 3 de agosto | 16:30 |
| Criciúma          | 1 - 2 | Operário Ferroviário | Heriberto Hülse   | 3 de agosto | 16:30 |
| Paraná            | 0 - 0 | América Mineiro      | Durival de Britto | 3 de agosto | 17:00 |
| CRB               | 0 - 1 | Cuiabá               | Rei Pelé          | 3 de agosto | 19:00 |
| Vila Nova         | 0 - 0 | Figueirense          | Serra Dourada     | 3 de agosto | 19:15 |

| Atlético Goianiense  | 0 - 1 | CRB               | Antônio Accioly  | 6 de agosto  | 19:15 |
| América Mineiro      | 4 - 3 | Londrina          | Independência    | 6 de agosto  | 21:30 |
| Oeste                | 1 - 1 | Brasil de Pelotas | Arena Barueri    | 8 de agosto  | 21:30 |
| Operário Ferroviário | 1 - 0 | Vila Nova         | Germano Krüger   | 9 de agosto  | 19:15 |
| Bragantino           | 0 - 0 | Botafogo-SP       | Nabi Abi Chedid  | 9 de agosto  | 21:30 |
| Coritiba             | 0 - 0 | Figueirense       | Couto Pereira    | 10 de agosto | 16:30 |
| Vitória              | 2 - 0 | Paraná            | Barradão         | 10 de agosto | 19:00 |
| Cuiabá               | 3 - 2 | São Bento         | Arena Pantanal   | 10 de agosto | 19:00 |
| Ponte Preta          | 1 - 0 | Guarani           | Moisés Lucarelli | 11 de agosto | 11:00 |
| Criciúma             | 1 - 0 | Sport Recife      | Heriberto Hülse  | 11 de agosto | 16:00 |

| Bragantino          | 4 - 0 | Operário Ferroviário | Nabi Abi Chedid   | 12 de agosto | 20:00 |
| Atlético Goianiense | 2 - 0 | Oeste                | Antônio Accioly   | 13 de agosto | 19:15 |
| Coritiba            | 2 - 0 | Brasil de Pelotas    | Couto Pereira     | 13 de agosto | 21:30 |
| Figueirense         | 0 - 1 | Ponte Preta          | Orlando Scarpelli | 15 de agosto | 21:30 |
| Londrina            | 1 - 1 | Criciúma             | Do Café           | 16 de agosto | 19:15 |
| Guarani             | 0 - 2 | Vila Nova            | Brinco de Ouro    | 16 de agosto | 21:30 |
| São Bento           | 2 - 1 | Paraná               | Walter Ribeiro    | 17 de agosto | 11:00 |
| Sport Recife        | 3 - 0 | Botafogo-SP          | Arena Pernambuco  | 17 de agosto | 16:30 |
| América Mineiro     | 2 - 1 | Cuiabá               | Independência     | 17 de agosto | 19:00 |
| CRB                 | 0 - 1 | Vitória              | Rei Pelé          | 18 de agosto | 16:00 |

| Oeste                | 0 - 2 | Coritiba            | Arena Barueri     | 19 de agosto | 20:00 |
| Criciúma             | 0 - 2 | Bragantino          | Heriberto Hülse   | 19 de agosto | 20:00 |
| Botafogo-SP          | 2 - 1 | Londrina            | Santa Cruz        | 19 de agosto | 19:15 |
| Operário Ferroviário | 1 - 0 | Guarani             | Germano Krüger    | 19 de agosto | 19:15 |
| Brasil de Pelotas    | 2 - 1 | São Bento           | Bento Freitas     | 19 de agosto | 19:15 |
| Paraná               | 0 - 0 | Atlético Goianiense | Durival de Britto | 19 de agosto | 20:30 |
| Vila Nova            | 0 - 2 | Sport Recife        | Pedro Ludovico    | 19 de agosto | 21:30 |
| Cuiabá               | 3 - 0 | Figueirense         | Arena Pantanal    | 19 de agosto | 21:30 |
| Vitória              | 0 - 0 | América Mineiro     | Barradão          | 21 de agosto | 19:15 |
| Ponte Preta          | 0 - 1 | CRB                 | Moisés Lucarelli  | 21 de agosto | 21:30 |

| Bragantino          | 1 - 1 | Coritiba             | Nabi Abi Chedid   | 22 de agosto | 21:30 |
| Atlético Goianiense | 0 - 0 | Brasil de Pelotas    | Antônio Accioly   | 23 de agosto | 19:15 |
| Cuiabá              | 2 - 0 | Botafogo-SP          | Arena Pantanal    | 23 de agosto | 21:30 |
| Paraná              | 0 - 0 | Criciúma             | Durival de Britto | 24 de agosto | 11:00 |
| Oeste               | 1 - 1 | Vila Nova            | Arena Barueri     | 24 de agosto | 16:30 |
| Londrina            | 2 - 4 | São Bento            | Do Café           | 24 de agosto | 16:30 |
| Vitória             | 0 - 0 | Operário Ferroviário | Barradão          | 24 de agosto | 16:30 |
| Ponte Preta         | 2 - 2 | Sport Recife         | Moisés Lucarelli  | 24 de agosto | 19:00 |
| Figueirense         | 2 - 2 | CRB                  | Orlando Scarpelli | 24 de agosto | 19:00 |
| América Mineiro     | 3 - 2 | Guarani              | Independência     | 25 de agosto | 11:00 |

| CRB                  | 0 - 3 | Bragantino          | Rei Pelé        | 27 de agosto | 16:30 |
| Botafogo-SP          | 0 - 1 | Paraná              | Santa Cruz      | 27 de agosto | 19:15 |
| Vila Nova            | 0 - 0 | Cuiabá              | Pedro Ludovico  | 27 de agosto | 19:15 |
| Coritiba             | 1 - 1 | Vitória             | Couto Pereira   | 27 de agosto | 19:15 |
| Brasil de Pelotas    | 1 - 0 | Ponte Preta         | Bento Freitas   | 27 de agosto | 19:15 |
| Operário Ferroviário | 1 - 0 | Figueirense         | Germano Krüger  | 27 de agosto | 20:30 |
| Criciúma             | 3 - 1 | Oeste               | Heriberto Hülse | 27 de agosto | 20:30 |
| Sport Recife         | 1 - 1 | Atlético Goianiense | Ilha do Retiro  | 27 de agosto | 21:30 |
| Guarani              | 1 - 0 | Londrina            | Brinco de Ouro  | 28 de agosto | 19:15 |
| São Bento            | 0 - 2 | América Mineiro     | Walter Ribeiro  | 28 de agosto | 19:15 |

### Segunda vuelta
| Paraná              | 1 - 1 | Vila Nova            | Durival de Britto | 30 de agosto | 19:15 |
| Vitória             | 0 - 0 | Botafogo-SP          | Barradão          | 30 de agosto | 21:30 |
| Cuiabá              | 0 - 0 | Criciúma             | Arena Pantanal    | 30 de agosto | 21:30 |
| Oeste               | 0 - 0 | Sport Recife         | Arena Barueri     | 31 de agosto | 11:00 |
| Ponte Preta         | 1 - 0 | Coritiba             | Moisés Lucarelli  | 31 de agosto | 16:30 |
| Atlético Goianiense | 1 - 0 | São Bento            | Antônio Accioly   | 31 de agosto | 16:30 |
| Londrina            | 0 - 1 | CRB                  | Do Café           | 31 de agosto | 16:30 |
| Figueirense         | 0 - 1 | Guarani              | Orlando Scarpelli | 31 de agosto | 16:30 |
| Bragantino          | 2 - 1 | Brasil de Pelotas    | Nabi Abi Chedid   | 31 de agosto | 19:00 |
| América Mineiro     | 0 - 0 | Operário Ferroviário | Independência     | 31 de agosto | 19:00 |

| Vila Nova            | 0 - 2 | Vitória             | Serra Dourada   | 3 de septiembre | 19:15 |
| Brasil de Pelotas    | 1 - 0 | Londrina            | Bento Freitas   | 3 de septiembre | 19:15 |
| Criciúma             | 0 - 0 | Ponte Preta         | Heriberto Hülse | 3 de septiembre | 21:30 |
| CRB                  | 1 - 2 | Paraná              | Rei Pelé        | 5 de septiembre | 19:15 |
| São Bento            | 0 - 0 | Figueirense         | Walter Ribeiro  | 6 de septiembre | 18:45 |
| Operário Ferroviário | 2 - 1 | Cuiabá              | Germano Krüger  | 7 de septiembre | 16:30 |
| Sport Recife         | 2 - 1 | Bragantino          | Ilha do Retiro  | 7 de septiembre | 16:30 |
| Guarani              | 2 - 3 | Oeste               | Brinco de Ouro  | 7 de septiembre | 19:00 |
| Coritiba             | 1 - 2 | Atlético Goianiense | Couto Pereira   | 8 de septiembre | 11:00 |

| CRB                 | 3 - 1 | Brasil de Pelotas    | Rei Pelé          | 10 de septiembre | 18:45 |
| América Mineiro     | 2 - 1 | Criciúma             | Independência     | 10 de septiembre | 21:00 |
| Ponte Preta         | 0 - 1 | Vila Nova            | Moisés Lucarelli  | 12 de septiembre | 21:30 |
| Botafogo-SP         | 1 - 0 | São Bento            | Santa Cruz        | 13 de septiembre | 19:15 |
| Oeste               | 3 - 0 | Operário Ferroviário | Arena Barueri     | 13 de septiembre | 20:30 |
| Atlético Goianiense | 1 - 1 | Bragantino           | Antônio Accioly   | 13 de septiembre | 21:30 |
| Londrina            | 2 - 1 | Coritiba             | Do Café           | 14 de septiembre | 11:00 |
| Vitória             | 0 - 1 | Guarani              | Arena Fonte Nova  | 14 de septiembre | 16:30 |
| Paraná              | 0 - 0 | Cuiabá               | Durival de Britto | 14 de septiembre | 19:00 |
| Figueirense         | 1 - 2 | Sport Recife         | Orlando Scarpelli | 15 de septiembre | 16:00 |

| Operário Ferroviário | 2 - 1 | Ponte Preta         | Germano Krüger  | 16 de septiembre | 20:00 |
| Vila Nova            | 0 - 2 | Botafogo-SP         | Serra Dourada   | 17 de septiembre | 19:15 |
| São Bento            | 2 - 0 | Vitória             | Walter Ribeiro  | 17 de septiembre | 21:30 |
| Brasil de Pelotas    | 2 - 2 | Figueirense         | Bento Freitas   | 19 de septiembre | 21:30 |
| Criciúma             | 0 - 1 | Atlético Goianiense | Heriberto Hülse | 20 de septiembre | 19:15 |
| Sport Recife         | 0 - 2 | América Mineiro     | Ilha do Retiro  | 20 de septiembre | 21:30 |
| Guarani              | 1 - 0 | Paraná              | Brinco de Ouro  | 21 de septiembre | 11:00 |
| Bragantino           | 4 - 1 | Londrina            | Nabi Abi Chedid | 21 de septiembre | 16:30 |
| Coritiba             | 0 - 2 | CRB                 | Couto Pereira   | 21 de septiembre | 19:00 |
| Cuiabá               | 2 - 0 | Oeste               | Arena Pantanal  | 21 de septiembre | 19:00 |

| Guarani         | 1 - 0 | Criciúma             | Brinco de Ouro    | 24 de septiembre | 19:15 |
| Botafogo-SP     | 1 - 1 | Operário Ferroviário | Santa Cruz        | 24 de septiembre | 19:15 |
| Londrina        | 1 - 2 | Sport Recife         | Do Café           | 24 de septiembre | 19:15 |
| Oeste           | 2 - 1 | São Bento            | Arena Barueri     | 24 de septiembre | 20:30 |
| Vila Nova       | 2 - 2 | CRB                  | Serra Dourada     | 24 de septiembre | 20:30 |
| América Mineiro | 2 - 0 | Brasil de Pelotas    | Independência     | 24 de septiembre | 20:30 |
| Figueirense     | 0 - 3 | Bragantino           | Orlando Scarpelli | 24 de septiembre | 21:30 |
| Vitória         | 0 - 0 | Atlético Goianiense  | Barradão          | 24 de septiembre | 21:30 |
| Paraná          | 1 - 1 | Ponte Preta          | Durival de Britto | 25 de septiembre | 19:15 |
| Cuiabá          | 3 - 3 | Coritiba             | Arena Pantanal    | 29 de octubre    | 21:30 |

| Londrina            | 0 - 1 | Vila Nova            | Do Café          | 27 de septiembre | 19:15 |
| Brasil de Pelotas   | 0 - 0 | Guarani              | Bento Freitas    | 27 de septiembre | 20:30 |
| Atlético Goianiense | 2 - 0 | Figueirense          | Antônio Accioly  | 27 de septiembre | 21:30 |
| Criciúma            | 2 - 0 | Botafogo-SP          | Heriberto Hülse  | 28 de septiembre | 11:00 |
| Ponte Preta         | 3 - 0 | Cuiabá               | Moisés Lucarelli | 28 de septiembre | 16:30 |
| Coritiba            | 2 - 1 | América Mineiro      | Couto Pereira    | 28 de septiembre | 16:30 |
| Oeste               | 1 - 1 | Paraná               | Arena Barueri    | 28 de septiembre | 19:00 |
| Sport Recife        | 3 - 1 | Operário Ferroviário | Ilha do Retiro   | 28 de septiembre | 19:00 |
| CRB                 | 1 - 1 | São Bento            | Rei Pelé         | 28 de septiembre | 21:00 |
| Bragantino          | 2 - 0 | Vitória              | Nabi Abi Chedid  | 29 de septiembre | 16:00 |

| Guarani              | 2 - 0 | Atlético Goianiense | Brinco de Ouro    | 30 de septiembre | 20:00 |
| Vila Nova            | 1 - 1 | Criciúma            | Serra Dourada     | 1 de octubre     | 19:15 |
| América Mineiro      | 1 - 0 | CRB                 | Independência     | 3 de octubre     | 19:15 |
| Vitória              | 2 - 2 | Sport Recife        | Arena Fonte Nova  | 3 de octubre     | 21:30 |
| Figueirense          | 1 - 2 | Oeste               | Orlando Scarpelli | 4 de octubre     | 19:15 |
| São Bento            | 0 - 3 | Bragantino          | Walter Ribeiro    | 4 de octubre     | 21:30 |
| Botafogo-SP          | 4 - 1 | Ponte Preta         | Santa Cruz        | 5 de octubre     | 11:00 |
| Paraná               | 2 - 0 | Coritiba            | Durival de Britto | 5 de octubre     | 16:30 |
| Operário Ferroviário | 1 - 2 | Brasil de Pelotas   | Germano Krüger    | 5 de octubre     | 16:30 |
| Cuiabá               | 0 - 1 | Londrina            | Arena Pantanal    | 5 de octubre     | 19:00 |

| São Bento            | 3 - 1 | Vila Nova         | Walter Ribeiro   | 7 de octubre | 20:00 |
| CRB                  | 1 - 1 | Sport             | Rei Pelé         | 7 de octubre | 20:00 |
| Botafogo-SP          | 0 - 0 | Figueirense       | Santa Cruz       | 8 de octubre | 19:15 |
| Coritiba             | 1 - 0 | Guarani           | Couto Pereira    | 8 de octubre | 19:15 |
| Operário Ferroviário | 0 - 1 | Paraná            | Germano Krüger   | 8 de octubre | 19:15 |
| Atlético Goianiense  | 1 - 1 | Cuiabá            | Antônio Accioly  | 8 de octubre | 20:30 |
| Criciúma             | 2 - 2 | Brasil de Pelotas | Heriberto Hülse  | 8 de octubre | 20:30 |
| Ponte Preta          | 3 - 1 | Londrina          | Moisés Lucarelli | 8 de octubre | 21:30 |
| América Mineiro      | 2 - 0 | Bragantino        | Independência    | 8 de octubre | 21:30 |
| Vitória              | 3 - 1 | Oeste             | Arena Fonte Nova | 8 de octubre | 21:30 |

| Vila Nova         | 1 - 1 | Atlético Goianiense  | Serra Dourada     | 11 de octubre | 19:15 |
| Brasil de Pelotas | 1 - 0 | Botafogo-SP          | Bento Freitas     | 11 de octubre | 19:15 |
| Sport Recife      | 2 - 0 | São Bento            | Ilha do Retiro    | 11 de octubre | 19:15 |
| Guarani           | 1 - 0 | CRB                  | Brinco de Ouro    | 11 de octubre | 21:30 |
| Oeste             | 1 - 1 | Ponte Preta          | Arena Barueri     | 11 de octubre | 21:30 |
| Cuiabá            | 1 - 3 | Vitória              | Arena Pantanal    | 11 de octubre | 21:30 |
| Bragantino        | 2 - 0 | Paraná               | Nabi Abi Chedid   | 12 de octubre | 16:30 |
| Coritiba          | 1 - 0 | Criciúma             | Couto Pereira     | 12 de octubre | 16:30 |
| Londrina          | 1 - 2 | Operário Ferroviário | Do Café           | 12 de octubre | 16:30 |
| Figueirense       | 2 - 1 | América Mineiro      | Orlando Scarpelli | 12 de octubre | 19:00 |

| Guarani             | 0 - 2 | Botafogo-SP          | Brinco de Ouro    | 14 de octubre | 20:00 |
| Atlético Goianiense | 0 - 0 | Ponte Preta          | Antônio Accioly   | 14 de octubre | 20:00 |
| Sport Recife        | 2 - 0 | Cuiabá               | Ilha do Retiro    | 14 de octubre | 20:00 |
| Paraná              | 1 - 0 | Brasil de Pelotas    | Durival de Britto | 15 de octubre | 19:15 |
| Londrina            | 0 - 0 | Figueirense          | Do Café           | 15 de octubre | 19:15 |
| Criciúma            | 1 - 1 | Vitória              | Heriberto Hülse   | 15 de octubre | 19:15 |
| América Mineiro     | 2 - 0 | Vila Nova            | Independência     | 15 de octubre | 20:30 |
| Bragantino          | 2 - 2 | Oeste                | Nabi Abi Chedid   | 15 de octubre | 21:30 |
| São Bento           | 1 - 2 | Coritiba             | Walter Ribeiro    | 15 de octubre | 21:30 |
| CRB                 | 0 - 0 | Operário Ferroviário | Rei Pelé          | 15 de octubre | 21:30 |

| Botafogo-SP          | 0 - 0 | Atlético Goianiense | Santa Cruz        | 17 de octubre | 19:15 |
| Cuiabá               | 2 - 1 | Guarani             | Arena Pantanal    | 17 de octubre | 21:30 |
| Criciúma             | 0 - 1 | CRB                 | Heriberto Hülse   | 18 de octubre | 19:15 |
| Vitória              | 0 - 1 | Londrina            | Barradão          | 18 de octubre | 21:30 |
| Ponte Preta          | 1 - 1 | Bragantino          | Moisés Lucarelli  | 19 de octubre | 16:30 |
| Oeste                | 0 - 1 | América Mineiro     | Arena Barueri     | 19 de octubre | 16:30 |
| Vila Nova            | 2 - 2 | Coritiba            | Serra Dourada     | 19 de octubre | 16:30 |
| Paraná               | 0 - 1 | Figueirense         | Durival de Britto | 19 de octubre | 19:00 |
| Operário Ferroviário | 2 - 1 | São Bento           | Germano Krüger    | 19 de octubre | 19:00 |
| Brasil de Pelotas    | 0 - 0 | Sport Recife        | Bento Freitas     | 20 de octubre | 16:00 |

| Sport Recife        | 2 - 1 | Paraná               | Ilha do Retiro    | 23 de octubre | 19:15 |
| CRB                 | 1 - 0 | Botafogo-SP          | Rei Pelé          | 24 de octubre | 19:15 |
| Coritiba            | 0 - 0 | Operário Ferroviário | Couto Pereira     | 24 de octubre | 21:30 |
| Atlético Goianiense | 2 - 2 | América Mineiro      | Antônio Accioly   | 25 de octubre | 19:15 |
| Londrina            | 0 - 2 | Oeste                | Do Café           | 25 de octubre | 19:15 |
| Bragantino          | 3 - 1 | Vila Nova            | Nabi Abi Chedid   | 25 de octubre | 21:30 |
| São Bento           | 1 - 1 | Guarani              | Walter Ribeiro    | 26 de octubre | 16:30 |
| Brasil de Pelotas   | 0 - 0 | Cuiabá               | Bento Freitas     | 26 de octubre | 16:30 |
| Figueirense         | 2 - 2 | Criciúma             | Orlando Scarpelli | 26 de octubre | 19:30 |
| Ponte Preta         | 1 - 2 | Vitória              | Moisés Lucarelli  | 27 de octubre | 16:00 |

| Paraná               | 1 - 0 | Londrina            | Durival de Britto | 28 de octubre  | 20:00 |
| Vila Nova            | 0 - 2 | Brasil de Pelotas   | Serra Dourada     | 29 de octubre  | 19:15 |
| Guarani              | 1 - 0 | Sport Recife        | Brinco de Ouro    | 29 de octubre  | 19:15 |
| Botafogo-SP          | 0 - 1 | Coritiba            | Santa Cruz        | 1 de noviembre | 19:30 |
| Operário Ferroviário | 1 - 1 | Atlético Goianiense | Germano Krüger    | 1 de noviembre | 20:30 |
| Cuiabá               | 2 - 0 | Bragantino          | Arena Pantanal    | 1 de noviembre | 22:30 |
| Oeste                | 3 - 3 | CRB                 | Arena Barueri     | 2 de noviembre | 16:30 |
| Vitória              | 2 - 2 | Figueirense         | Arena Fonte Nova  | 2 de noviembre | 16:30 |
| Criciúma             | 1 - 1 | São Bento           | Heriberto Hülse   | 2 de noviembre | 19:00 |
| América Mineiro      | 0 - 0 | Ponte Preta         | Independência     | 2 de noviembre | 19:00 |

| Coritiba             | 0 - 0 | Sport Recife      | Couto Pereira     | 4 de noviembre | 20:00 |
| Oeste                | 0 - 2 | Botafogo-SP       | Arena Barueri     | 5 de noviembre | 19:15 |
| Atlético Goianiense  | 2 - 1 | Londrina          | Antônio Accioly   | 5 de noviembre | 19:15 |
| Vitória              | 3 - 0 | Brasil de Pelotas | Arena Fonte Nova  | 5 de noviembre | 19:15 |
| Operário Ferroviário | 1 - 0 | Criciúma          | Germano Krüger    | 5 de noviembre | 20:30 |
| Figueirense          | 0 - 0 | Vila Nova         | Orlando Scarpelli | 5 de noviembre | 20:30 |
| América Mineiro      | 0 - 2 | Paraná            | Independência     | 5 de noviembre | 20:30 |
| Ponte Preta          | 1 - 1 | São Bento         | Moisés Lucarelli  | 5 de noviembre | 21:30 |
| Bragantino           | 3 - 1 | Guarani           | Nabi Abi Chedid   | 5 de noviembre | 21:30 |
| Cuiabá               | 5 - 1 | CRB               | Arena Pantanal    | 5 de noviembre | 21:30 |

| Botafogo-SP       | 2 - 3 | Bragantino           | Santa Cruz        | 8 de noviembre | 19:15 |
| Paraná            | 0 - 0 | Vitória              | Durival de Britto | 8 de noviembre | 19:15 |
| Vila Nova         | 0 - 0 | Operário Ferroviário | Serra Dourada     | 8 de noviembre | 20:30 |
| São Bento         | 1 - 2 | Cuiabá               | Walter Ribeiro    | 8 de noviembre | 21:30 |
| Figueirense       | 1 - 1 | Coritiba             | Orlando Scarpelli | 8 de noviembre | 21:30 |
| Guarani           | 0 - 0 | Ponte Preta          | Brinco de Ouro    | 9 de noviembre | 16:30 |
| Brasil de Pelotas | 2 - 2 | Oeste                | Bento Freitas     | 9 de noviembre | 16:30 |
| Sport Recife      | 1 - 0 | Criciúma             | Ilha do Retiro    | 9 de noviembre | 16:30 |
| Londrina          | 0 - 1 | América Mineiro      | Do Café           | 9 de noviembre | 19:00 |
| CRB               | 2 - 1 | Atlético Goianiense  | Rei Pelé          | 9 de noviembre | 19:00 |

| Cuiabá               | 0 - 2 | América Mineiro     | Arena Pantanal    | 11 de noviembre | 21:00 |
| Oeste                | 0 - 4 | Atlético Goianiense | Arena Barueri     | 12 de noviembre | 19:15 |
| Brasil de Pelotas    | 0 - 2 | Coritiba            | Bento Freitas     | 12 de noviembre | 19:15 |
| Vitória              | 2 - 2 | CRB                 | Arena Fonte Nova  | 12 de noviembre | 19:15 |
| Ponte Preta          | 1 - 2 | Figueirense         | Moisés Lucarelli  | 12 de noviembre | 20:30 |
| Criciúma             | 2 - 0 | Londrina            | Heriberto Hülse   | 12 de noviembre | 20:30 |
| Paraná               | 2 - 1 | São Bento           | Durival de Britto | 12 de noviembre | 21:30 |
| Operário Ferroviário | 0 - 2 | Bragantino          | Germano Krüger    | 12 de noviembre | 21:30 |
| Vila Nova            | 1 - 1 | Guarani             | Serra Dourada     | 13 de noviembre | 19:15 |
| Botafogo-SP          | 0 - 2 | Sport Recife        | Santa Cruz        | 13 de noviembre | 21:30 |

| América Mineiro     | 2 - 1 | Vitória              | Independência     | 15 de noviembre | 17:00 |
| Bragantino          | 1 - 1 | Criciúma             | Nabi Abi Chedid   | 15 de noviembre | 19:15 |
| Atlético Goianiense | 1 - 0 | Paraná               | Antônio Accioly   | 15 de noviembre | 21:30 |
| Coritiba            | 1 - 0 | Oeste                | Couto Pereira     | 16 de noviembre | 16:30 |
| Guarani             | 1 - 0 | Operário Ferroviário | Brinco de Ouro    | 16 de noviembre | 16:30 |
| CRB                 | 2 - 0 | Ponte Preta          | Rei Pelé          | 16 de noviembre | 16:30 |
| Londrina            | 1 - 1 | Botafogo-SP          | Do Café           | 16 de noviembre | 19:00 |
| São Bento           | 3 - 1 | Brasil de Pelotas    | Walter Ribeiro    | 17 de noviembre | 16:00 |
| Sport Recife        | 0 - 0 | Vila Nova            | Ilha do Retiro    | 17 de noviembre | 16:00 |
| Figueirense         | 0 - 0 | Cuiabá               | Orlando Scarpelli | 17 de noviembre | 16:00 |

| Criciúma             | 1 - 1 | Paraná              | Heriberto Hülse | 19 de noviembre | 19:15 |
| Operário Ferroviário | 1 - 2 | Vitória             | Germano Krüger  | 19 de noviembre | 21:30 |
| Vila Nova            | 1 - 1 | Oeste               | Serra Dourada   | 20 de noviembre | 19:15 |
| Sport Recife         | 2 - 1 | Ponte Preta         | Ilha do Retiro  | 20 de noviembre | 21:30 |
| São Bento            | 4 - 1 | Londrina            | Walter Ribeiro  | 21 de noviembre | 19:15 |
| Brasil de Pelotas    | 2 - 2 | Atlético Goianiense | Bento Freitas   | 21 de noviembre | 21:30 |
| CRB                  | 0 - 0 | Figueirense         | Rei Pelé        | 22 de noviembre | 19:15 |
| Guarani              | 0 - 1 | América Mineiro     | Brinco de Ouro  | 22 de noviembre | 21:30 |
| Botafogo-SP          | 0 - 0 | Cuiabá              | Santa Cruz      | 23 de noviembre | 17:00 |
| Coritiba             | 1 - 0 | Bragantino          | Couto Pereira   | 24 de noviembre | 16:00 |

| Ponte Preta         | 4 - 0 | Brasil de Pelotas    | Moisés Lucarelli  | 26 de noviembre | 19:00 |
| Paraná              | 3 - 3 | Botafogo-SP          | Durival de Britto | 29 de noviembre | 19:15 |
| Oeste               | 1 - 2 | Criciúma             | Arena Barueri     | 29 de noviembre | 21:30 |
| Bragantino          | 2 - 0 | CRB                  | Nabi Abi Chedid   | 30 de noviembre | 16:30 |
| Atlético Goianiense | 0 - 0 | Sport Recife         | Antônio Accioly   | 30 de noviembre | 16:30 |
| Londrina            | 2 - 0 | Guarani              | Do Café           | 30 de noviembre | 16:30 |
| Figueirense         | 1 - 1 | Operário Ferroviário | Orlando Scarpelli | 30 de noviembre | 16:30 |
| América Mineiro     | 1 - 2 | São Bento            | Independência     | 30 de noviembre | 16:30 |
| Vitória             | 1 - 2 | Coritiba             | Arena Fonte Nova  | 30 de noviembre | 16:30 |
| Cuiabá              | 1 - 2 | Vila Nova            | Arena Pantanal    | 30 de noviembre | 16:30 |

## Goleadores
- Actualización final el 30 de noviembre 2019.
| Rank | Jugador     | Club                | Goles |
| ---- | ----------- | ------------------- | ----- |
| 1    | Guilherme   | Sport Recife        | 17    |
| 2    | Fábio       | Oeste               | 15    |
| 3    | Hernane     | Sport Recife        | 14    |
| 3    | Léo Ceará   | CRB                 | 14    |
| 3    | Roger       | Ponte Preta         | 14    |
| 3    | Zé Roberto  | São Bento           | 14    |
| 7    | Rodrigão    | Coritiba            | 13    |
| 8    | Léo Gamalho | Criciúma            | 12    |
| 8    | Mike        | Atlético Goianiense | 12    |
| 8    | Ytalo       | Bragantino          | 12    |

Fuente: CBF